# Phare de Bakers Island
Le phare de Bakers Island (en anglais : Bakers Island Light) est un phare actif situé sur Bakers Island (en) à Salem dans le Comté d'Essex (État du Massachusetts).
Il est inscrit au Registre national des lieux historiques depuis le 21 novembre 1976.

## Histoire
La station a été créée en 1791 avec une marque de jour. Celle-ci fut remplacée en 1798 par deux lampes installées au sommet de la maison d'un gardien, une à chaque extrémité. Après les dégâts de la tempête en 1815, une tour octogonale en pierre a été construite.
La tour circulaire actuelle en pierre a été construite en 1820. Les deux tours sont restées en service jusqu'en 1926, date à laquelle la tour la plus ancienne et la plus courte a été supprimée. La maison de gardien ,de style victorien, en bois date de 1878 ainsi que la maison du gardien adjoint. On trouve aussi un bâtiment de signalisation de brouillard en briques de 107 et un local à carburant en pierre qui sont restés en bon état.
La lentille de Fresnel de 4e ordre datant de 1855 est maintenant exposée au Maine Lighthouse Museum  de Rockland, dans le Maine. En 2002, le phare a été transféré, en vertu du National Historic Lighthouse Preservation Act (en) et, en 2005, le transfert de propriété à la Commission du patrimoine national d'Essex  a été approuvé. les visiteurs peuvent passer la nuit dans la maison du gardien adjoint les jeudis, vendredis et samedis soir du 1er juillet au début septembre. L'extérieur du phare a été restauré en 2015, grâce à une subvention des Filles de la Révolution américaine. Le site est généralement fermé mais ouvert aux visites guidées à partir du quai du ferry de Salem du vendredi au dimanche de la mi-juin au début septembre.

## Description
Le phare  est une tour cylindrique en granit, avec une galerie et une lanterne de 18 m de haut. La tour est peinte en blanc et la lanterne est noire. Il émet, à une hauteur focale de 34 m, un éclat blanc et rouge alternativement par période de 20 secondes. Sa portée est de 16 milles nautiques (environ 30 km) pour le feu blanc et 14 milles nautiques (environ 26 km) pour le feu rouge.
Il est aussi équipé d'une corne de brume radiocommandée émettant un blast par période de 30 secondes.
Identifiant : ARLHS : USA-031; USCG : 1-0350 - Amirauté : J0288 .
|                    |
| La station en 1925 |

|          |
| Le phare |

### Lien connexe
- Liste des phares du Massachusetts